# Scopula rubeni
Scopula rubeni är en fjärilsart som beskrevs av Jaan Viidalepp 1979. Scopula rubeni ingår i släktet Scopula och familjen mätare. Inga underarter finns listade.